# ایروینگ جانسون (کشتی)
ایروینگ جانسون (کشتی) (به انگلیسی: Irving Johnson (ship)) یک کشتی است که طول آن ۱۱۳ فوت (۳۴ متر) و ارتفاع آن ۸۷٫۶ فوت (۲۶٫۷ متر) می‌باشد. این کشتی در سال ۲۰۰۲ ساخته شد.